# Tor di Valle

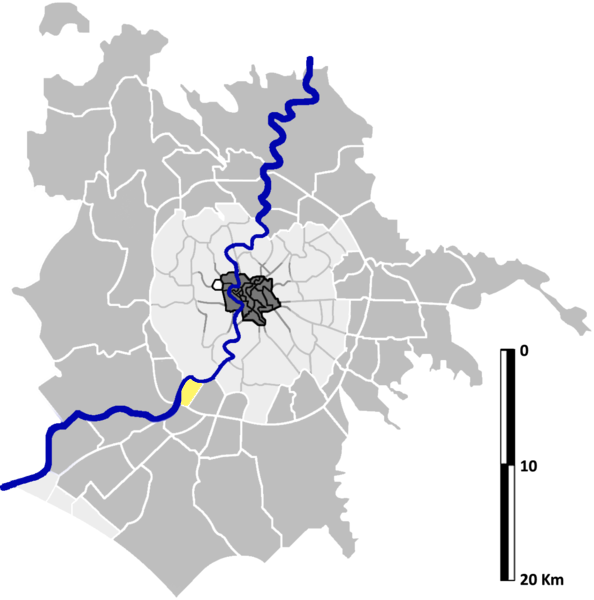
Localisation de Tor di Valle sur la carte administrative de Rome.

Tor di Valle est une zona di Roma (zone de Rome) située au sud-ouest de Rome dans l'Agro Romano en Italie. Elle est désignée dans la nomenclature administrative par Z.XXXIX et fait partie du Municipio IX. Sa population est seulement de 8 habitants répartis sur une superficie de 2,81 km2.
Il forme également une « zone urbanistique » désigné par le code 10.a, qui compte en 2010 : 14 habitants.

## Géographie
Cette zone est en grande partie occupée par l'hippodrome de Tor di Valle qui s'étend sur une surface de 0,42 km2 expliquant la faible population de la zone.

## Histoire
Tor di Valle tient son nom d'une ferme fortifiée appelée Turris della Vallora située à côté d'un pont romain du IIe siècle av. J.-C.

## Lieux particuliers
- Hippodrome de Tor di Valle
- Le nouveau stade de l'AS Rome, est annoncé le 30 décembre 2012 par le président du club[3]. D'une capacité de 55 000 à 60 000 places dont l'AS Roma sera propriétaire.